# Podenco Andaluz
Der Podenco Andaluz ist eine noch nicht von der FCI anerkannte Hunderasse aus Spanien. Die Rasse ist durch den spanischen kynologischen Dachverband Real Sociedad Canina de España (RSCE) anerkannt und wird dort mit der Standard-Nummer 401 in der Gruppe 5, Sektion 7 geführt. Der Verband für das Deutsche Hundewesen hat die Rasse 2014 auf nationaler Ebene anerkannt, sie wird vom Deutschen Windhundzucht- und Rennverband (DWZRV) betreut.

## Herkunft und Geschichtliches
Der Podenco Andaluz gehört zur Gruppe der Podencos (port. Podengo), die auf der Iberischen Halbinsel und den vorgelagerten Inseln verbreitet ist. Ob diese Hunde, wie gelegentlich vermutet, auf den altägyptischen Tesem zurückgehen, oder ob sie sich unabhängig voneinander aus mediterranen Pariahunden entwickelt haben, ist unklar. 
Wie der Name andeutet, stammt der Podenco Andaluz aus der Region Andalusien. Podenco-Rassen bzw. Podengos sind im Grunde Lokalschläge in Spanien und Portugal. Sie sind Jagdhunde, Solitärjäger auf Kleinwild, vor allen Dingen auf Wildkaninchen. Viele dieser Rassen jagen mit "Weichem Maul", das heißt, sie bringen die Beute lebendig zum Jäger zurück. Nur drei dieser Lokalschläge haben es zu einer Rasseanerkennung durch die FCI gebracht, nämlich der Podenco Ibicenco von den Balearen, der Podenco Canario von den Kanarischen Inseln und der Podengo Português aus Portugal. Der Podenco Andaluz ist bisher nicht dabei. Er wird aber durch den spanischen Zuchtverband RSCE und seit Januar 2015 vom DWZRV auf nationaler Ebene als Rasse anerkannt.

## Beschreibung

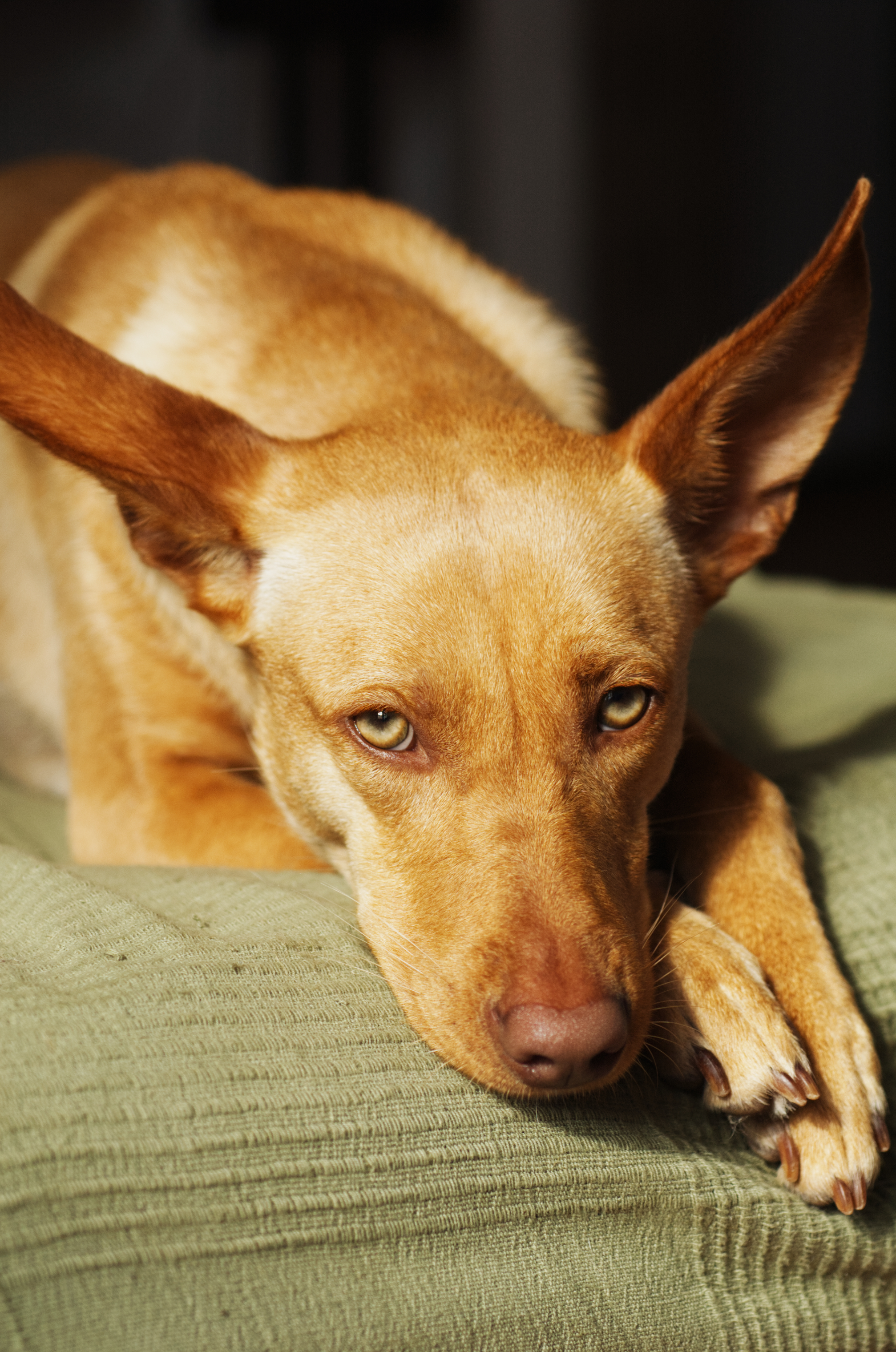
Podenco-Welpe

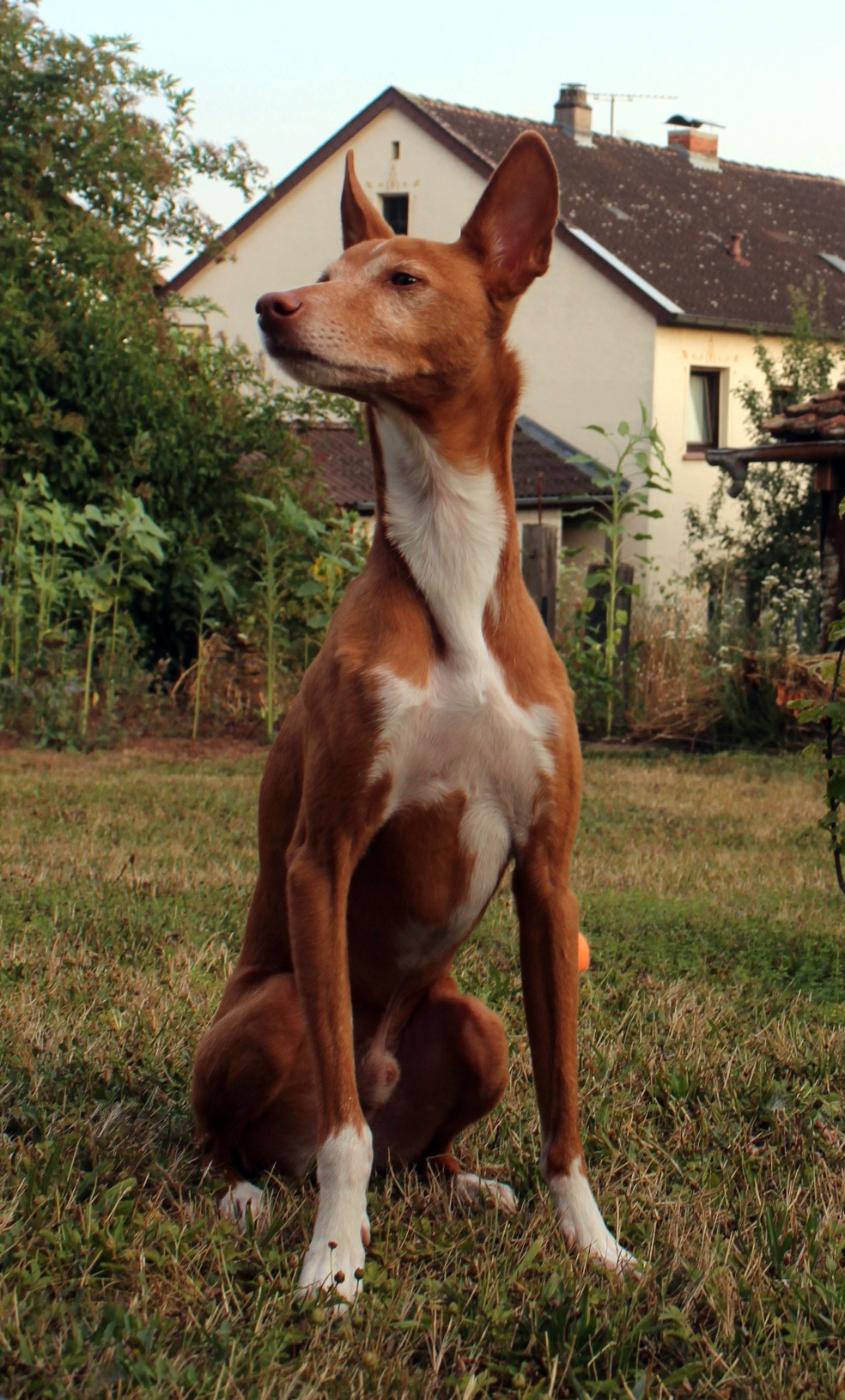
Podenco Andaluz mittlere Größe

Typischer Podenco mit windhundartiger Gestalt, aber etwas kräftiger als Ibicenco und Canario. Er kommt in drei Größen vor, bis 42 cm bei 8 kg, bis 53 cm bei 16 kg, und bis 64 cm und 33 kg Gewicht. Allen gemeinsam sind die großen Stehohren, das kurz anliegende, manchmal auch raue oder selten auch seidige Haar in zimtfarben mit Weiß oder Weiß mit zimtfarbenen Abzeichen.